# Damernas sprint i bancykling vid olympiska sommarspelen 1996
Damernas sprint i bancykling vid olympiska sommarspelen 1996 ägde rum den 24-27 juli 1996 i Atlanta.

## Medaljörer
| Event           | Guld                    | Silver                | Brons                |
| Damernas sprint | Félicia Ballanger (FRA) | Michelle Ferris (AUS) | Ingrid Haringa (NED) |

## Resultat

### Kvalifikationsomgång
| Placering | Cyklist                       | Tid             |
| --------- | ----------------------------- | --------------- |
| 1         | Michelle Ferris (AUS)         | 11 s 212 Q (OR) |
| 2         | Félicia Ballanger (FRA)       | 11 s 277 Q      |
| 3         | Oksana Grishina (RUS)         | 11 s 298 Q      |
| 4         | Ingrid Haringa (NED)          | 11 s 456 Q      |
| 5         | Wang Yan (CHN)                | 11 s 519 Q      |
| 6         | Annett Neumann (GER)          | 11 s 536 Q      |
| 7         | Connie Paraskevin-Young (USA) | 11 s 545 Q      |
| 8         | Tanya Dubnicoff (CAN)         | 11 s 566 Q      |
| 8         | Erika Salumäe (EST)           | 11 s 566 Q      |
| 10        | Daniela Larreal (VEN)         | 11 s 878 Q      |
| 11        | Mira Kasslin (FIN)            | 11 s 924 Q      |
| 12        | Donna Wynd (NZL)              | 11 s 961 Q      |
| 13        | Rita Razmaite (LTU)           | 11 s 971        |
| 14        | Nancy Contreras (MEX)         | 11 s 992        |

### Första omgången
| Nummer | Placering | Cyklist                 | Tid      |
| ------ | --------- | ----------------------- | -------- |
| 1      | 1         | Michelle Ferris (AUS)   | 11 s 923 |
| 1      | 2         | Donna Wynd (NZL)        |          |
| 2      | 1         | Félicia Ballanger (FRA) | 11 s 901 |
| 2      | 2         | Mira Kasslin (FIN)      |          |
| 3      | 1         | Oksana Grishina (RUS)   | 12 s 209 |
| 3      | 2         | Daniela Larreal (VEN)   |          |

| Nummer | Placering | Cyklist                       | Tid      |
| ------ | --------- | ----------------------------- | -------- |
| 4      | 1         | Ingrid Haringa (NED)          | 12 s 164 |
| 4      | 2         | Erika Salumäe (EST)           |          |
| 5      | 1         | Tanya Dubnicoff (CAN)         | 12 s 002 |
| 5      | 2         | Wang Yan (CHN)                |          |
| 6      | 1         | Annett Neumann (GER)          | 12 s 078 |
| 6      | 2         | Connie Paraskevin-Young (USA) |          |

#### Uppsamlingen
| Nummer | Placering | Cyklist                       | Tid        |
| ------ | --------- | ----------------------------- | ---------- |
| 1      | 1         | Erika Salumäe (EST)           | 12 s 018 Q |
| 1      | 2         | Connie Paraskevin-Young (USA) |            |
| 1      | 3         | Donna Wynd (NZL)              |            |

| Nummer | Placering | Cyklist               | Tid        |
| ------ | --------- | --------------------- | ---------- |
| 2      | 1         | Wang Yan (CHN)        | 12 s 067 Q |
| 2      | 2         | Daniela Larreal (VEN) |            |
| 2      | 3         | Mira Kasslin (FIN)    |            |

### Kvartsfinaler
| Nummer | Placering | Cyklist                 | Resultat |
| ------ | --------- | ----------------------- | -------- |
| 1      | 1         | Michelle Ferris (AUS)   | 2        |
| 1      | 2         | Wang Yan (CHN)          | 0        |
| 2      | 1         | Félicia Ballanger (FRA) | 2        |
| 2      | 2         | Erika Salumäe (EST)     | 1        |

| Nummer | Placering | Cyklist               | Resultat |
| ------ | --------- | --------------------- | -------- |
| 3      | 1         | Annett Neumann (GER)  | 2        |
| 3      | 2         | Oksana Grishina (RUS) | 1        |
| 4      | 1         | Ingrid Haringa (NED)  | 2        |
| 4      | 2         | Tanya Dubnicoff (CAN) | 1        |

### Semifinaler
| Nummer | Placering | Cyklist               | Resultat |
| ------ | --------- | --------------------- | -------- |
| 1      | 1         | Michelle Ferris (AUS) | 2        |
| 1      | 2         | Ingrid Haringa (NED)  | 0        |

| Nummer | Placering | Cyklist                 | Resultat |
| ------ | --------- | ----------------------- | -------- |
| 2      | 1         | Félicia Ballanger (FRA) | 2        |
| 2      | 2         | Annett Neumann (GER)    | 0        |

### Bronsmatch
| Placering | Cyklist              | Resultat |
| --------- | -------------------- | -------- |
| 3         | Ingrid Haringa (NED) | 2        |
| 4         | Annett Neumann (GER) | 1        |

### Final
| Placering | Cyklist                 | Resultat |
| --------- | ----------------------- | -------- |
| 1         | Félicia Ballanger (FRA) | 2        |
| 2         | Michelle Ferris (AUS)   | 0        |